# Vojtěch Hřímalý starší
Vojtěch Hřímalý (29. dubna 1810 Blatná – 26. října 1880 Moskva) byl český varhaník a hudební skladatel.

## Život
Hudební vzdělání získal u místního učitele J. Fialy a varhaníka J. Böhma. Nejprve byl varhaníkem ve svém rodišti. V roce 1835 se stal varhaníkem v arciděkanském chrámu svatého Bartoloměje v Plzni, kde zůstal až do odchodu do důchodu.
Stal se zakladatelem hudební tradice rodu Hřímalých. Všechny jeho děti se věnovaly hudbě. Z nich nejvíce vynikli houslista Jan Hřímalý, hudební skladatel Vojtěch Hřímalý mladší a vnuk, hudební skladatel Otakar Hřímalý. Zemřel u svého syna Jana v Moskvě.

## Dílo
Komponoval v duchu pozdního klasicismu. Jeho dílo obsahuje převážně chrámovou hudbu, která vesměs zůstala v rukopise. Psal však i drobné světské skladby a písně.